# Asociación Deportiva Mexicana de Básquetbol
Der Mexikanische Basketballverband ist der offizielle Basketballverband in Mexiko. Er hat seinen Sitz in Mexiko-Stadt.

## Geschichte und Aufgaben
Der Verband ist Mitglied der Fédération Internationale de Basketball (FIBA) und damit auch Mitglied der FIBA-Amerika. Präsident des Verbandes ist zur Zeit Modesto Robledo. Sein Generalsekretär ist Giorgio Poli.
Der Verband ist für die Organisation, Leitung und Entwicklung des Basketballsports in Mexiko verantwortlich. Der Verband vertritt den Basketballsport gegenüber Behörden sowie nationalen und internationalen Sportorganisationen. 
Zusätzlich verteidigt der Verband auch die moralischen und materiellen Interessen des Mexikanischen Basketballs. Der Verband organisiert die Nationale Meisterschaft und ist für die Mexikanische Basketballnationalmannschaft und der Mexikanische Basketballnationalmannschaft der Damen verantwortlich.

## Infos zum Verband
| Kriterium                 | Fakten          |
| ------------------------- | --------------- |
| Sitz                      | Mexiko-Stadt    |
| Gründungsjahr             | 2008            |
| FIBA-Mitglied             | Ja              |
| Jahr des FIBA-Beitritts   | 1936            |
| Kontinentaler Verband     | FIBA-Amerika    |
| Aktueller Präsident       | Modesto Robledo |
| Aktueller Generalsekretär | Giorgio Poli    |
| Höchste Liga              |                 |
| Sonstiges                 |                 |

## Liste der Präsidenten
| von | bis   | Name            | Beleg |
| --- | ----- | --------------- | ----- |
|     | heute | Modesto Robledo | [ 3 ] |

## Liste der Generalsekretäre
| von | bis   | Name         | Beleg |
| --- | ----- | ------------ | ----- |
|     | heute | Giorgio Poli | [ 3 ] |